# Фаверей, Ханс
Ханс Антониус Фаверей (нидерл. Hans Antonius Faverey; 14 сентября 1933, Парамарибо — 8 июля 1990, Амстердам) — нидерландский поэт.

## Биография
Родился в Суринаме, но с детства жил в Нидерландах. Окончил факультет психологии Лейденского университета.

## Творчество
Опубликовал первый сборник стихотворений (нидерл. Gedichten) в 1968 г., в следующем году был удостоен за него Поэтической премии Амстердама, однако широкое внимание специалистов и публики привлёк после выхода третьей книги, «Хризантемы, гребцы» (нидерл. Chrysanten, roeiers; 1977, премия Яна Камперта). В дальнейшем выпустил ещё шесть книг, в 1990 г. получил одну из важнейших нидерландских литературных наград — Премию Константейна Хёйгенса.

## Сводные издания
- Gedichten 1962—1990 (2010)

## Издания на русском языке
- Губы; крылья; идеи/ Составление, перевод с нидерландского и примечания Светланы Захаровой, предисловие Анны Глазовой. — New York, Ailuros Publishing, 2012 ()